# Karl Gilck
Karl Fredrik Sven Gilck, född 8 december 1867 i Borås, död 21 januari 1923 i Malmö, var en svensk tandläkare.
Gilck, som var son till färgerifabrikören Eduard Gilck och Bertha Schäller, avlade mogenhetsexamen vid Königstädtischer Realschule i Berlin 1887, blev student vid Berlins universitet 1888, student vid Uppsala universitet 1892, elev hos tandläkaren Axel Petersson i Uppsala samma år samt avlade tandläkarkandidatexamen 1893 och tandläkarexamen 1894. Han var praktiserande tandläkare i Malmö från 1895 samt tandläkare vid hälsovårdsnämndens i Malmö poliklinik för mindre bemedlade barn och minderåriga från 1906–1917. Han var även verksam som författare och kompositör, bland annat av operetterna Fortunas gunstling och Dagens lejoninna.